# 咸從魚氏
咸從魚氏（韓語：함종어씨）是朝鲜族姓氏之一，本贯位于现平安南道的甑山郡。根据2015年的一项统计，咸從魚氏现有15746人。

## 起源
咸從魚氏之始祖为中国南宋时期出身于左冯翊的鱼化仁（韓語：어화인）。为躲避南宋战乱，鱼化仁迁往朝鲜江原道，后又定居平安道咸從县，正式创立了咸從魚氏，其亦是整个朝鲜中鱼氏的起源。鱼化仁在高丽明宗时期任戶長同正（韓語：호장동정）之职。其子魚永寄迁至顯族，至魚石公（第六代，任檢校軍器監事公（韓語：검교군기감사공））为止。